# Wojciech Dębołęcki
Wojciech Dębołęcki OFMConv, inne formy nazwiska: Debolencki, Debołecki, Dembolenscius, Dembolęcki, Dębolecki, Dębolęcki, Dębołecki, pseudonim: Nikodem Niebylski (ur. ok. 1575 w m. Konojady k. Brodnicy, zm. między wrześniem 1645 a lutym 1647 we Lwowie) – franciszkanin konwentualny, w 1625 prowincjał polskich franciszkanów, od 1643 definitor i kronikarz zakonu, pisarz, kompozytor, doktor teolog. Lansował wizję sarmackiej Polski (Wywód jedynowłasnego państwa świata, Warszawa 1633). Kapelan lisowczyków.

## Kariera
Syn ziemianina Jakuba Konojadzkiego i Barbary z Decjuszów, wnuczki Ludwika Decjusza. Posiadał solidne wykształcenie retoryczne i łacińskie. Studia w zakresie dialektyczno-scholastycznym odbył w zakonie franciszkańskim, do którego wstąpił w roku 1598 w Krakowie, a w 1603 złożył profesję. Od roku 1605 przebywał w klasztorze w Opolu, gdzie w 1611 (lub 1612) otrzymał święcenia kapłańskie. W roku 1615 został kaznodzieją w Kaliszu, w 1616 członkiem kapituły lwowskiej a w 1617 gwardianem w Chełmnie na Pomorzu. Pod koniec roku 1617 wyjechał do Wenecji i prawdopodobnie w Rzymie otrzymał tytuł bakałarza teologii. W drodze powrotnej do kraju zatrzymał się w roku 1619 w Ołomuńcu, gdzie przyczynił się do utworzenia Towarzystwa Żołnierki Chrześcijańskiej. Po powrocie w latach 1621-1622, walczył w oddziałach lisowczyków (zaciągniętych na żołd cesarza Ferdynanda) na Węgrzech, sprawując tam funkcję kapelana. Po ich rozwiązaniu udał się w sprawach zakonu do Rzymu, gdzie w latach 1623-1625 uzyskał doktorat teologii. Po powrocie do kraju w roku 1625, przez miesiąc był prowincjałem polskiej prowincji franciszkanów. Zrzekł się jej przenosząc się do prowincji ruskiej. W 1626 został gwardianem w Kamieńcu Podolskim. Założył stowarzyszenie dla wykupu więźniów z rąk muzułmańskich, na wzór stowarzyszenia hrabiego Althana. Na skutek dość swobodnego trybu życia popadł w kolizję z władzami kościelnymi i w celu oczyszczenia się z zarzutów udał się ponownie do Rzymu, gdzie przebywał w latach 1630-1632. Po powrocie do kraju nadal toczył spory z zarządem prowincji. Pracował jako kaznodzieja konwentu lwowskiego. W roku 1638 wywalczył sobie ostateczne wcielenie do prowincji ruskiej, a w 1643 został definitorem. Otrzymał tytuł historyka i kronikarza zakonu.

## Twórczość
Zachowały się jedynie dwie kompozycje muzyczne: Benedicto mensae oraz niekompletne (brak basu i sopranu) Completorium. O ile pierwsze dzieło uznać można za twórczość dyletancką, to muzyczne opracowanie komplety zdradza talent, spore umiejętności oraz bujną wyobraźnię kompozytorską. Ta religijna, franciszkańska twórczość muzyczna Dębołęckiego oparta na tradycjach renesansowych ulegała wpływom nowych technik barokowych. Completorium jest jednym z pierwszych przykładów zastosowania ocyfrowanego basu (basso pro organo, nie basso continuo) przez kompozytora polskiego. Przed Dębołeckim ocyfrowany basso seguente zastosował tylko Jan Brant. Dzięki żywym kontaktom z Włochami, franciszkanie byli na bieżąco z najnowszymi technikami kompozytorskimi. Pomimo jednak pewnych nowości (takt cały), twórczość Dębołęckiego należy uznać za raczej zachowawczą (brak użycia chromatyki, ścisły związek z chorałem, faktura 5-głosowa).
W Wywodzie jedynowłasnego państwa Świata ks. Dębołęcki dowodzi, że tron świata z Libanu do Korony Polskiej przeniesiono, wskutek czego Polacy - sukcesorzy Scytów - jako najstarszy naród świata dziedziczą władzę polityczną nad światem. W duchu ideologii sarmackiej twierdził, że język słowiański wywodzi się od języka syryjskiego, którym mieli mówić Adam, Noe, Sem i Jafet i dlatego starszy jest niż greka, łacina i inne języki.
Sławny także jako autor dzieła Przewagi elearów polskich (Poznań 1623), swoistego pamiętnika z wypraw lisowczyków w latach 1618–1623 w pierwszej fazie wojny trzydziestoletniej. Przypisuje mu się również autorstwo innych skromniejszych lisowianów (z lat 1619–1623), mianowicie: 
- List o lisowczykach (pseudonim: Habspert Nickel, być może geonim),
- Żywot kozaków lisowskich (pseudonim: Bartłomiej Zimorowic, allonim),
- Deklaracja abo objaśnienie kart kozackich (pseudonim: Nikodem Niebylski, anagram) (tłumaczoną z wcześniejszego ilustrowanego wzorca łacińskiego),
- tzw. Wiersze o lisowczykach (anonim),
- Kopia listu utrapionej Ojczyzny do lisowczyków (pseudonim: Maciej Żołęcki)
- Pieśni o cnych kozakach lisowskich (anonim).

Ze względu na rozmaite zainteresowania zasłużył sobie na miejsce w polskiej tradycji w obrębie wielu dziedzin. Znany jest jako kapelan lisowczyków, współtwórca ich wojskowego prawa, jak i ich dziejopis. Kochał słowo - stąd w jego pracach wyraźny hołd dla etymologii, paremiologii, osobliwości leksykalnych, neologizmów. Znał prawdopodobnie 10 języków obcych. Słynął zaś z przesadnej megalomanii narodowej, której kwintesencją stało się przekonanie, iż ponoć - jak dowodził - Adam i Ewa w raju po... polsku rozmawiali, co miało być wyrazem uprzywilejowania narodu.
Sprawował misje dyplomatyczne, przeprowadził ważne reformy w strukturze administracyjnej franciszkanów prowincji polskiej. Służył jako ideolog tzw. Milicji Chrześcijańskiej (obok przywódcy organizacji o nazwisku Michał Adolf Althan), był generałem towarzystwa mającego na celu wykup więźniów z niewoli tureckiej, której zasady opracował w 1626, niemniej zgromadzone sumy chyba zmarnował, za co m.in. utracił wcześniej zyskane przywileje i powody do chwały. Przyczyniła się do tego i treść osławionego "Wywodu". Dał się poznać jako hulaka i człowiek nie pozbawiony apetytu do korzystania z uroków doczesnego świata, mimo iż nosił habit franciszkański i szczycił się doktoratem z teologii. Umierał właściwie w zapomnieniu.

### Ważniejsze utwory
- Ad... Bernardum Macieiovium episcopum cracoviensem... Cracoviam primum advenientem gratulatio augurelliana, Kraków 1600, drukarnia Łazarzowa (zawiera 2 ody: Gratulatio i Ad eundem alia)
- Benedictio mensae cum gratiarum actione, Toruń 1616, drukarnia A. Ferber (kompozycja muzyczna)
- Completorium Romanum, Wenecja 1618, drukarnia J. Vincentius, (kompozycja muzyczna), egz. zdefektowany (unikat?) Biblioteka Liceum Muzycznego w Bolonii
- Kazanie o św. Monice, wyd. 1619 (egz. drukowany nieznany, wiadomość o nim i cytat podał: T. Czacki "O litewskich i polskich prawach", t. 2, Warszawa 1801, s. 41)
- Przewagi elearów polskich, co ich niegdy lisowczykami zwano, Poznań 1623, drukarnia J. Wolrab (wyd. nast.: Poznań 1630, Puławy 1830), przekł. czeski: A. Kotik Paměti o výpravách Lisovčiků 1619-1622, Praha 1908
- Summula statuorum communionis... pro redemptione captivorum, Warszawa 1626, drukarnia J. Rossowski
- Wywód jedynowłasnego państwa świata, Warszawa 1633, drukarnia J. Rossowski. Fragmenty przedrukował: W. Taszycki Wybór tekstów staropolskich XVI-XVIII w., Lwów 1928, wznowienie Warszawa 1955
- Obiecadło polskie dla mądrych Polaków (wierszowane streszczenie powyższego Wywodu...)
- Effigies virorum celebrium (dzieło ilustrowane, niewydane drukiem)

### Utwory o autorstwie niepewnym
- Pobudka do dobrej myśli, Toruń 1615, drukarnia A. Ferber, (wyd. pod pseud. Nikodem Niebylski; autorstwo przypuszczalne zdaniem Z. Mocarskiego)
- Declaratia abo objaśnienie Kart Kozackich, 1621, (wyd. pod pseud. Nikodem Niebylski; autorstwo zdaniem Z. Mocarskiego)
- Pieśni o cnych lisowskich kozakach abo pogrom Czechów i kalwinistów przez lisowczyki... 1620, Kraków 1623, drukarnia F. Cezary, przedr. K.W. Wójcicki "Lissowczyki" w książce Obrazy starodawne, t. 1, Warszawa 1843, s. 75 i nn., (autorstwo według Z. Mocarskiego, kwestionuje je K. Heck)